# Чинчеро

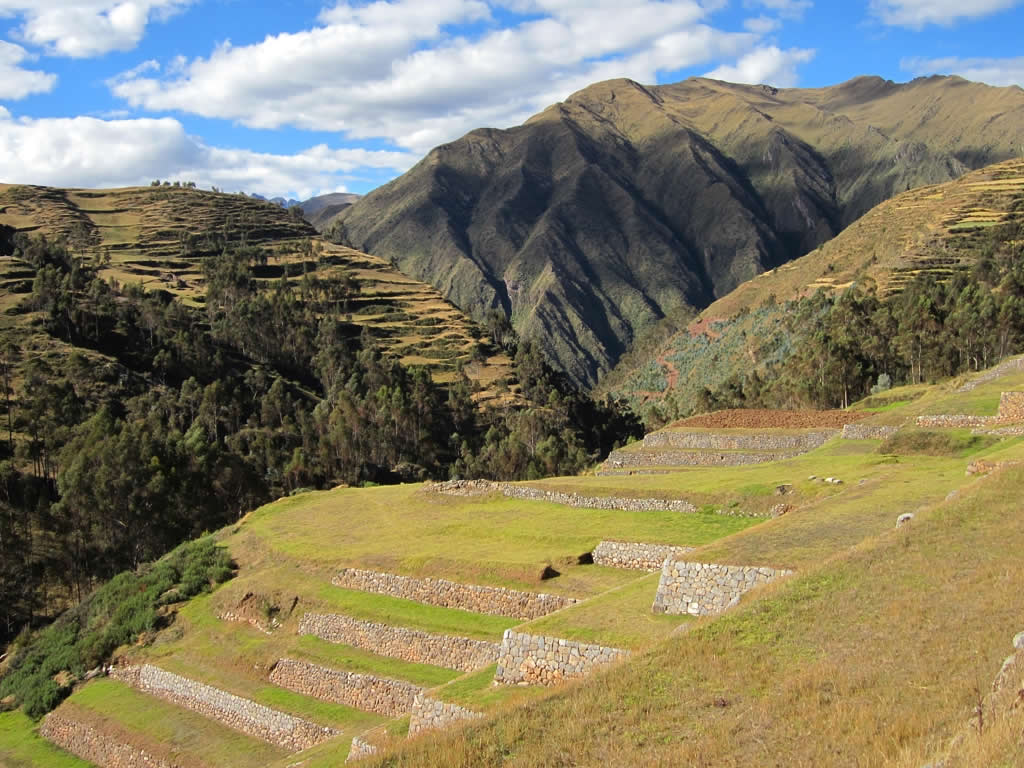
Тераси Чинчеро

Чинчеро (англ. Chinchiru) — давнє гірське містечко — ставка декількох володарів інків та місце відпочинку інкської знаті часів розквіту Тауантінсую. Тепер є руїнами на околиці перуанського міста Чинчерос, які відкриті для відвідування туристів.

## Географія
Розташовано у гірській місцині в регіоні Куско провінції Урубамба на висоті 3762 м над рівнем моря, вище за м. Куско. Неподалік протікає річка Урубамба.

## Опис
Місто засновано в часи володарювання Сапа Інки Тупак Юпанкі. Стало наприкінці правління останнього улюбленим місцем перебування. За наказом Тупак Юпанкі від Куско до Чинчеро проведено чудову дорогу. В цьому місті він і помер, за однією з версій, від отруєння. Надалі було місцем почесного заслання претендента на трон Капак Уарі, сина Тупак Юпанкі. Водночас інкською аристократією використовувався як курорт.
Розташовано у мальовничої місті. Тут присутні усі основні ознаки міста, характерні для міст інків. Збереглася значна частини пам'яток інкської архітектури, зокрема кам'яні кладки, стіни, трон, прикрашений різьбленням. Акведуки та тераси інків місцеве населення використовує до тепер. Ґрунти в цій місцині є найбагатшими у долині Куско. Втім ретельне археологічне дослідження цього міста вельми ускладнено тим, що багато нинішніх його мешканців — індіанців-кечуа — живуть безпосередньо в будівлях своїх предків. Значний вплив внесли іспанські конкістадори, які зруйнували чудовий палац Тупак Юпанкі, на місці якого у 1607 році звели церкву.
Поряд з житловими будинками в Чинчеро знаходиться низка святилищ і жертовників, що витесані безпосередньо в скелі. Найцікавіший з них є Тетекака, що складається з вирубаних у скелі сходів, лавок і крісел. Цікавими тут є зображення змій та ягуарів на скелях.